# 東海大学海洋研究所
東海大学海洋研究所（とうかいだいがくかいようけんきゅうじょ、英称：Institute of Oceanic Research and Development, Tokai University）は、は、東海大学の附置研究所の一つで、1947年（昭和22年）に設立。

## 概要
前身の東海科学研究所の水産研究部は、地場産業の水産業への貢献を目的として研究活動が始まった。1962年4月に海洋学部が開設されると次第に研究の比重は学部へ移って行き、現在は海洋学部の学科間にまたがる共同研究に対するの企画運営、調整を担うほうへ軸足を置かれるようになる。併せて、海洋調査研修船望星丸を活用した海洋環境の調査、研究や水産増殖に関する調査、研究なども行っている。

## 沿革
- 1947年
  - 前身となる東海科学研究所（のちの東海大学産業科学研究所）の一部門「水産研究部」が発足。
- 1959年
  - 水産研究所へ改組改称。
- 1966年
  - 東海大学海洋研究所へ改称[1]。
- 1976年
  - 5月 - 沖縄県八重山郡竹富町に西表分室を開設。
- 1981年
  - 4月 - 西表分室を分離独立させ、沖縄地域研究センターへ改組。
- 1978年
  - 海洋生物センターを設置。
- 1995年
  - 地震予知研究センター[2]を設置。
- 1997年
  - 4月 - 先端技術センターを設置。
- 2008年
  - 水族生態研究センターを設置。
- 2008年
  - 4月 - 先端技術センターを分離し、東海大学社会連携イノベーションセンターへ統合改組。
- 2014年
  - 4月 - 全17機関・部局[3]を母体とする研究協力協定、「地震・火山噴火研究の連携と協力に関する協定書」を地震予知研究センターが締結。
- 2016年
  - 4月 - 3センターが部門制に移行。

## 部門
- 海洋研究所
  - 海洋観測研究部門
  - 地震予知・火山津波研究部門
  - 海洋生物研究部門